# Station Asker
Station Asker is een station in Asker in de Noorse provincie Viken. Het station ligt aan de Drammenbanen en is het eindpunt van de Askerbanen. Het is tevens het beginpunt van de spoorlijn naar Spikkestad. Daarnaast wordt Asker aangedaan door de Flytoget.

## Geschiedenis
Asker kreeg in 1872 een station in verband met de aanleg van Drammenbanen. Dat station, ontworpen door Georg Andreas Bull, bleef in gebruik tot 1921. In dat jaar werd een nieuw station geopend, ontworpen door Ragnvald Utne. In 1957 werd dit gesloopt, waarna in 1960 het huidige gebouw in gebruik werd genomen. In 1998 vond nog een forse uitbreiding plaats bij de ingebruikname van Flytoget. De laatste uitbreiding vond plaats in de periode 2003-2006 bij de aanleg van Askerbanen waardoor het aantal sporen werd verdubbeld.

## Verbindingen
Asker is het belangrijkste spoorkooppunt aan de westkant van Oslo. Zowel de intercityverbinding tussen Oslo S. en Bergen, lijn F4, als de intercity van Oslo naar Kristiansand en Stavanger, lijn F5, stoppen op het station. Naar Bergen gaan dagelijks zes treinen.. Naar het zuiden gaan op werkdagen acht treinen, in het weekend vijf. De verbinding met Bergen wordt verzorgd door Vy, die naar het zuiden door Go-Ahead Norge.
Naast de Intercity wordt het station bediend door twee regiolijnen, RE 10 (Drammen - Lillehammer) en RE11 (Eidsvoll - Skien) en vier lokale lijnen: L1 (Spikkestad - Lillestrøm), R12 (Kongsberg - Eidsvoll), R13 (Drammen - Dal) en R14 (Asker - Kongsvinger). Al deze lijnen gaan via Oslo S. en worden gereden door Vy.
Asker wordt ook bediend door Flytoget, de verbinding tussen Drammen en Luchthaven Oslo Gardermoen. De trein is in iets meer dan drie kwartier van Asker op het vliegveld.

## Fotogalerij

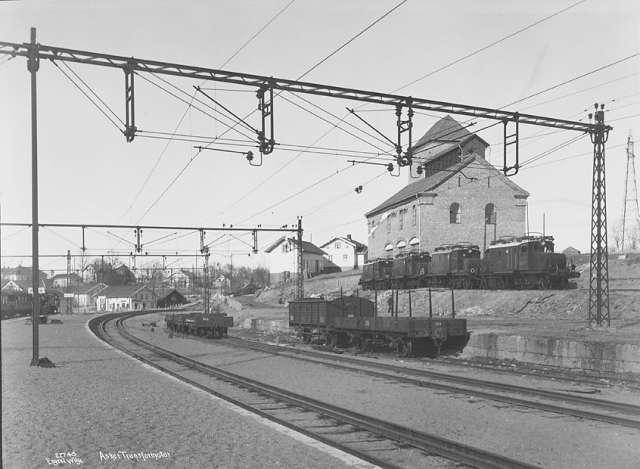
Station Asker in 1922
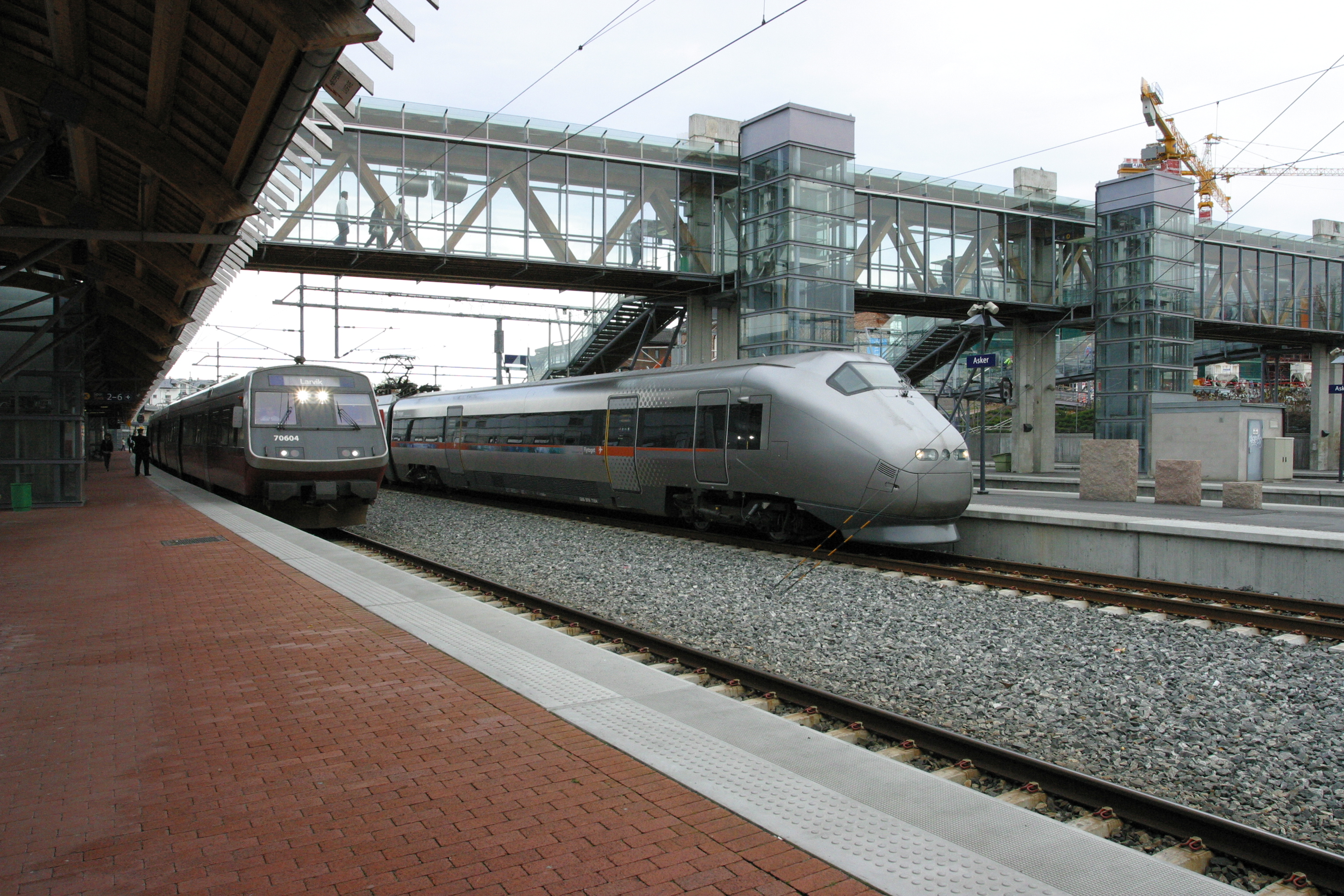
Rechts een trein van Flytoget
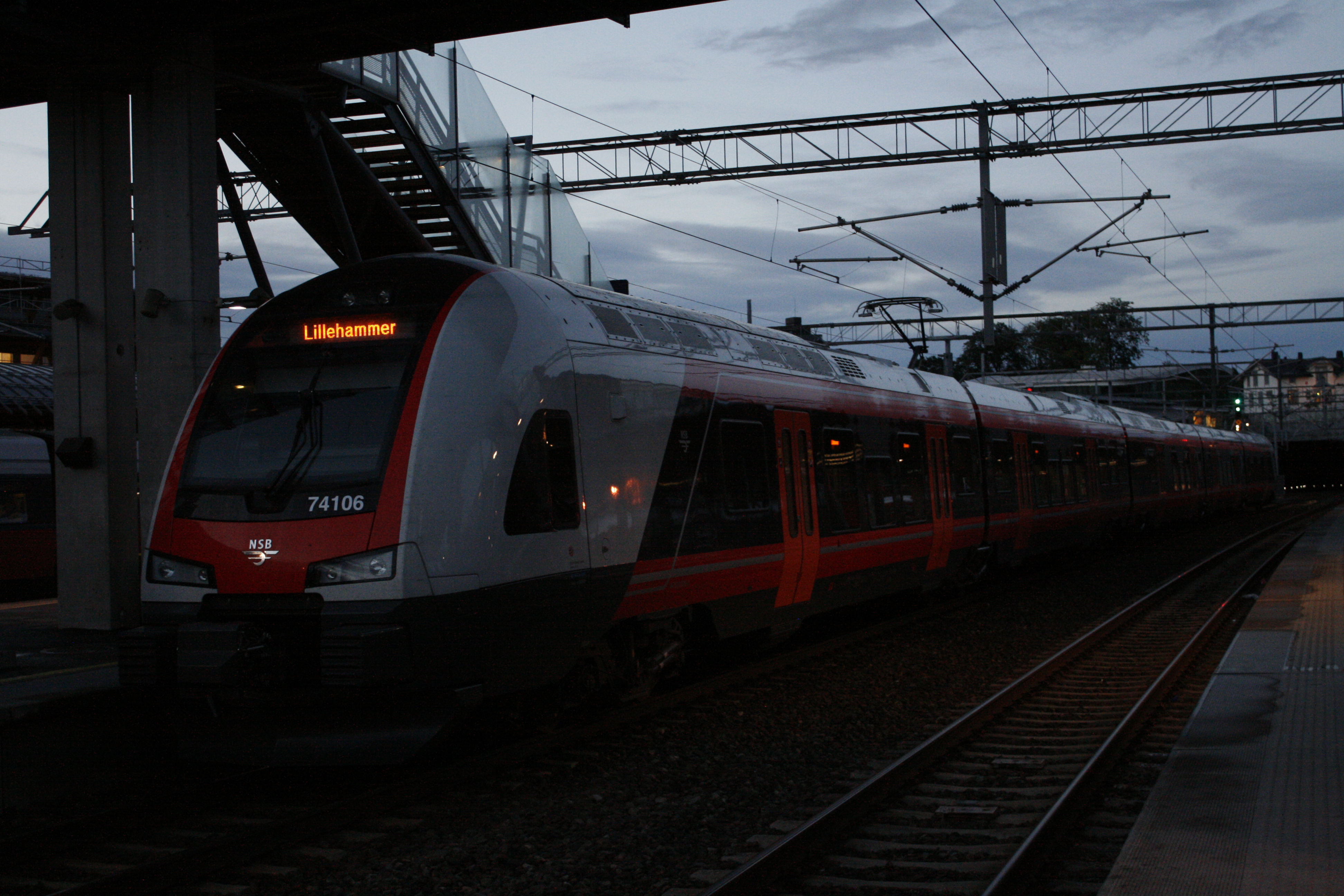
De trein naar Lillehammer
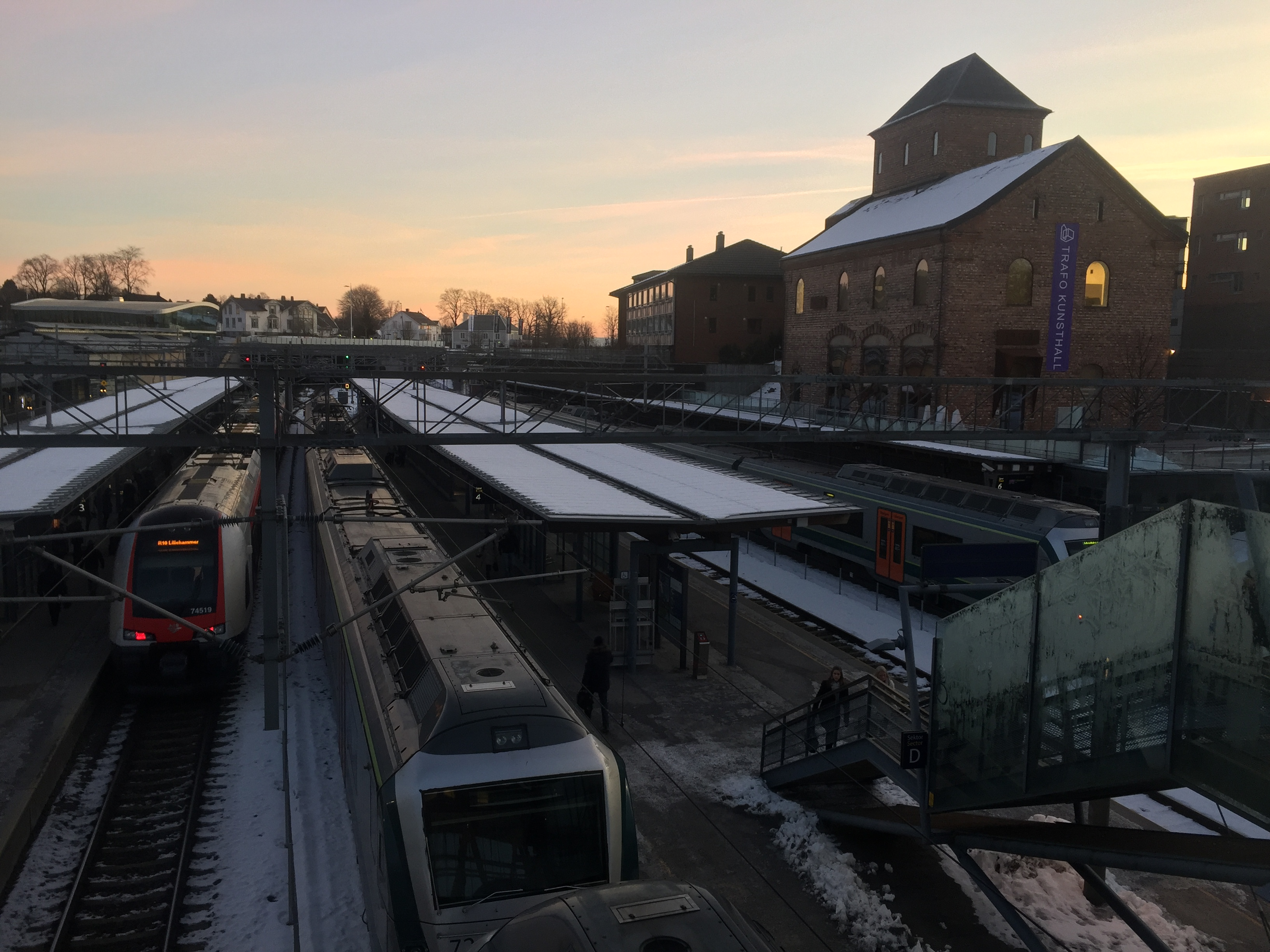
Overzicht over de sporen